# 芦郷
芦郷（あしさと、生没年不詳）とは、江戸時代の大坂の浮世絵師。

## 来歴
蘭英斎芦国の門人かといわれる。作画期は文化10年（1813年）から文化13年9月頃にかけてで、合羽摺や錦絵の役者絵を描いている。

## 作品
- 「熊谷の次郎・中村歌右衛門」　大判錦絵　早稲田大学演劇博物館所蔵　※文化10年3月、大坂中の芝居の『一谷嫩軍記』より
- 「さのゝ源左衛門・中村歌右衛門」　大判錦絵2枚続の内　池田文庫所蔵　※文化13年3月、大坂角の芝居の『三月開嬉心船橋』より。芦広との合作
- 「八枚続之内　中村歌右衛門」（老女）　大判錦絵　池田文庫所蔵　※文化13年3月、大坂角の芝居『其九絵彩四季桜』より。「その花の　うつろい安し　姥桜　芝翫讃」の句あり
- 「森ノ蘭丸・中村歌右衛門　山口九郎治郎・市川鰕十郎」　大判錦絵2枚続　早稲田大学演劇博物館所蔵　※文化13年5月、角の芝居『祇園祭礼信仰記』より
- 「才原勘解由・中村歌右衛門　鉄之助・市川鰕十郎」　大判錦絵2枚続　池田文庫所蔵　※文化13年9月、角の芝居『伽羅先代萩』より